# Atlascopcosaurus
Atlascopcosaurus („ještěr společnosti Atlas Copco“) byl rod menšího býložravého dinosaura z kladu Elasmaria, žijící v období rané křídy na území dnešní jihovýchodní Austrálie. Fosilie byly objeveny v sedimentech geologického souvrství Eumeralla o stáří kolem 115 milionů let.

## Popis
Tento drobný, asi jen 2 metry dlouhý a kolem 125 kg vážící býložravý dinosaurus z čeledi hypsilofodontidů žil v období spodní křídy (geologické stupně apt a alb) na území dnešní Austrálie (lokalita Dinosaur Cove). Taxon byl ustaven na základě značně nekompletního materiálu (holotyp se skládá pouze z části maxilly a zubů).
Atlascopcosaurus zřejmě žil jako jeho příbuzní Leaellynasaura, Fulgurotherium a Qantassaurus, v rodinných skupinkách nebo malých stádech. Během života atlaskopkosauři nebyli značně ohrožováni predátory nebo dlouhým migrováním - značí o tom holenní kost neúplné kostry, připisované atlaskopkosaurovi, která odhaluje, že v posledních letech svého života trpěl chronickou osteomyelitidou.
Tento dinosaurus byl pojmenován podle společnosti Atlas Copco, která poskytla vybavení pro paleontologické vykopávky v roce 1984, během nichž byl fosilní materiál objeven.
Druhové jméno loadsi odkazuje na Williama Loadse, který byl v době objevu státním manažerem firmy Atlas Copco a na výzkumu se aktivně podílel.